# Neoarius leptaspis
Neoarius leptaspis es una especie de pez de la familia Ariidae en el orden de los Siluriformes.

## Morfología
- Los machos pueden llegar alcanzar los 60 cm de longitud total.[1][2]

## Distribución geográfica
Se encuentra al norte de Australia y en la parte meridional central de Nueva Guinea.